# ラスト・デイズ・オブ・エイプリル
ラスト・デイズ・オブ・エイプリル（Last Days of April）は、スウェーデン・ストックホルムのインディー・ポップ・バンド。

## 略歴
ラスト・デイズ・オブ・エイプリルは、1996年に結成された。バンドは、最初のデモのリリースによってアンダーグラウンドで成功を収めた。1997年にフル・アルバムがリリースされ、1998年にバッド・テイスト・レコードからEPがリリースされた。彼らの2作目である『レインメーカー』は、ヨーロッパ（バッド・テイスト）と日本（ストレート・アップ・レコード）の両方でリリースされ、グループはザ・プロミス・リングとザ・バファリンズとヨーロッパで一緒にツアーを行った。彼らの3枚目のフル・アルバム『ANGEL YOUTH』は、ペレ・ガンナーフェルトによってプロデュースされ、アメリカのディープ・エルム・レコードからリリースされた。彼らの4枚目のアルバム『アセンド・トゥ・ザ・スターズ』は、クランク!によってアメリカで発売された。
2000年以来、カール・ラーソンがバンドの主なソングライターを務めている。2010年に『Gooey』をリリースした後、翌年、ラスト・デイズ・オブ・エイプリルはロンドンを拠点とするインディー・ポップ・バンド、エア・キャッスルズ (Air Castles)と一緒にヨーロッパをツアーした。

## メンバー

### 現在のラインナップ
- カール・ラーソン (Karl Larsson) - ボーカル、ギター
- ラース・タバーマン  (Lars Taberman) - ギター
- アンドレアス・フォーネル (Andreas Fornell) - ドラム
- ダニエル・スヴェンフォース (Daniel Svenfors) - ベース

### 旧メンバー
- オスカー・エクマン (Oskar Ekman) - ベース

## ディスコグラフィ

### スタジオ・アルバム
- Last Days of April (1997年、Trust No One)
- 『レインメーカー』 - Rainmaker (1998年、Bad Taste/Straight Up)
- 『ANGEL YOUTH』 - Angel Youth (2000年、Bad Taste/Deep Elm)
- 『アセンド・トゥ・ザ・スターズ』 - Ascend to the Stars (2002年、Bad Taste/Crank!)
- 『イフ・ユー・ルーズ・イット』 - If You Lose It (2003年、Bad Taste)
- 『マイト・アズ・ウェル・リブ』 - Might As Well Live (2007年、Bad Taste)
- 『Gooey』 - Gooey (2010年、Bad Taste)
- 79 (2012年、Bad Taste)
- 『シー・オブ・クラウズ』 - Sea Of Clouds (2015年、Tapete)
- 『イーヴン・ザ・グッド・デイズ・アー・バッド』 - Even the Good Days Are Bad (2021年、Tapete)

### EP
- Henrik (1997年)
- The Wedding (1998年)